# Fuckin With My Head (Mountain Dew Rock)
«Fuckin With My Head (Mountain Dew Rock)» —en español: Jodiendo con mi cabeza— es una canción del músico Beck Hansen. Es la tercera canción de su álbum debut de 1994 Mellow Gold.

## Fondo
La canción tiene muchas guitarras y sonidos que se combinan en capas. Debido a esto, varios sonidos e influencias son evidentes, incluyendo heavy metal, acústico, psicodélico, funk, folk, boogie y rock.

## Conciertos en vivo
La canción ha sido interpretada en vivo 60 veces por Beck y fue interpretada regularmente por él en 1994, pero no se ha interpretado en vivo desde el 2 de diciembre de 2007, cuando Beck fue el abridor de The Police.

## Recepción de la crítica
Stephen Thomas Erlewine de AllMusic dijo en una reseña del álbum que la canción era "garagery" (refiriéndose al Garage rock). UDiscovermusic calificó la canción como uno de los aspectos más destacados del álbum. Stereogum escribió que la canción tenía mucho "impulso hacia adelante".